# Финни, Джон
Джон Финни (англ. John Finnie; 1829, Абердин — 22 февраля 1907) — шотландский художник и гравёр. Член Королевского обществе художников и гравёров и член Общества британских художников. Его работы выставлялись на самых престижных выставочных площадках Великобритании, а также в 1896 году были представлены на Парижском салоне и получили почётный диплом.

## Биография
Сын латунщика Джона Финни и его жены Кристианы Маклиндоу. Родился в Абердине, где был крещён в приходской церкви 4 мая 1829 года. Учился у маляра в Эдинбурге и лаковщика в Вулвергемптоне, затем устроился на работу к Уильяму Уэйлсу, витражнику в Ньюкасле, где проработал пять лет. Одновременно посещал школу рисунка под руководством Уильяма Белла Скотта.
В 1853 году отправился в Лондон, где учился и преподавал в Королевском колледже искусств в Мальборо-хаусе. В 1855 году стал магистром Механического института в Ливерпуле. В этой должности проработал сорок один год и шесть месяцев, уйдя на пенсию в Рождество 1896 года.
Выйдя на пенсию в 1896 году, Финни оставил свой дом на Хаскиссон-стрит и поселился в Тауине вблизи Лландидно, где прожил до 1905 года, когда у него случился сердечный приступ как осложнение от перенесённого гриппа. После этого вернулся в Ливерпуль, где и умер 27 февраля 1907 года. Джон Финни был похоронен на кладбище на Смитдаун-роуд рядом со своей женой, Агнес Джеймс Эллисон, которая умерла 8 июля 1889 года. У четы Финни был единственный сын по имени Эллисон.

## Творчество
Впервые направил свою работу на выставку Ливерпульской академии искусств в 1856 году. С 1861 года — ассоциированный член этой академии, с 1865 года — действительный член и попечитель, в 1887—1878 годах — её президент. Он также был президентом ливерпульского Клуба художников и Ливерского клуба рисунка.
Его самая ранняя гравюра «Голова Уиндермира» датируется 1864 годом. После нескольких ранних экспериментов с офортом и гравюрой Финни в 1886 году выбрал меццо-тинто в качестве своего основного художественного метода. Его работы выставлялись в Королевской академии художеств в Лондоне с 1861 года; в Британском институте, в Королевском обществе британских художников на Саффолк-стрит, в Королевской академии художеств, в Галерее Дадли, лондонской Новой галерее, Королевском институте живописи и Королевском институте акварели, Королевском бирмингемском художественном обществе, Королевском институте изящных искусств в Глазго, Королевской шотландской академии и Манчестерской художественной галерее.
24 октября 1887 года он стал ассоциированным членом Королевского обществе художников и гравёров, а действительным членом — 6 апреля 1895 года. Всего он отправил сорок семь работ в галерею этого общества. С 1884 года — член Общества британских художников.
В 1896 году работы Финни выставлялись на Парижском салоне и получили почётный диплом.
В 1907 году в художественной галерее Уокера в Ливерпуле состоялась мемориальная выставка его работ, состоящая из 438 экспонатов.
Офорты и меццо-тинто Финни представлены в зале гравюры Британского музея, они гораздо более напоминают живописные полотна, не соблюдая ограничения, которые характеризуют многие другие гравюры. Его живописные работы представлены в Галерее искусств Уокера в Ливерпуле. Произведения Джона Финни также находятся в собраниях музеев Ливерпуля, Нориджа и Вулвергемптона.
Максимальная стоимость его работы, проданной с аукциона, составила 6670 фунтов стерлингов и была выручена 30 марта 1994 года за живописное полотно Children’s Games.

## Избранные работы

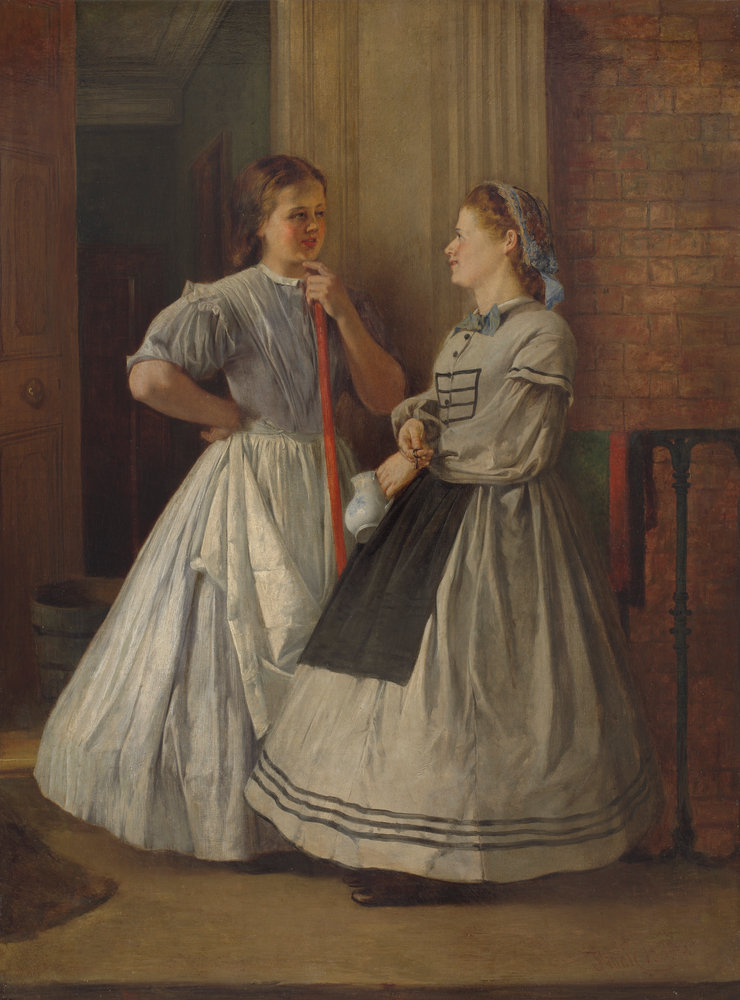
Maids of All Work

- Moel Siabod, from Capel Curig (около 1860)
- A Member of the Naval Reserve (1862)
- Maids of All Work (1864/1865)
- Gathering Wild Flowers (1865)
- Snowdon from Capel Curig (1870)
- The Meeting of the Mersey and the Weaver (около 1874)
- Sunshine and Cloud, View near Capel Curig (1875/1876)
- Sunset at Pangbourne (1878)
- Chester with St John’s Church (1879)
- The Close of a Stormy Day, Vale of Clwyd (1893)
- The Little Orme (около 1897)
- The Heart of Nature (1898)
- A Tragic Sunset
- The River